# Simultanina
Simultanina (divertimento futurista in 16 sintesi) è un'opera teatrale di Filippo Tommaso Marinetti, scritta nel 1931.
I bozzetti e le scene vennero disegnati Benedetta Cappa nello stesso anno e realizzati da Gino Galli, le musiche erano di Carmine Guarino.
L'opera futurista venne accolta dal pubblico con lancio di ortaggi ed insulti durante tutta la tournée del Teatro futurista, 
che iniziò con la prima al teatro Manzoni a Milano il 9 maggio 1931 e poi toccò Torino, Lugano, il teatro Verdi di Gorizia, il teatro Verdi di Trieste, Padova e Roma per un totale di 28 rappresentazioni.

## Trama
Simultanina riprende i temi, cari a Marinetti, dell'universalità del Futurismo. L'opera è fondata sull'idea di simultaneità, come il nome l'indica; luoghi distanti vengono rappresentati come vicini, così come eventi differenti si incontrano contemporaneamente sul palco.
Simultanina è una giovane donne che viene corteggiata da figure maschili improbabili: il Buongustaio, l'Arruffatore, il Dongiovanni-pubblicista, ecc... Ognuno la fede secondo i suoi desideri, appare quindi come cibo da degustare per il Buongustaio, femme fatale per l'Arruffatore, violenta e forte giocatrice per lo Sportivo, e così di seguito.

## Conseguenze politiche ed artistiche
Alla rappresentazione di Lugano, il 20 maggio, una solida presenza della polizia fu necessaria per trattenere la folla accorsa a protestare, per il timore che l'evento si trasformi in manifestazione politica antifascista. A Lugano erano infatti presenti numerosi esiliati contrari al regime fascista italiano, come l'ex-deputato socialista Tommaso Tonello, Vincenzo Vacirca, Francesco Blesio, Randolfo Pacciardi, il giurista Egidio Reale, Odoardo Masini e Sergio Guglielmoni.
Marinetti venne accusato, durante lo spettacolo, di "parlare di un'Italia nelle mani di un assassino, come Arpinati" e di rappresentare il regime. Forse Marinetti si vedeva come un'avanguardia artistica all'interno del Fascismo, ma da quel momento, all'estero venne visto sempre più come un portavoce di Mussolini e del Fascismo italiano, perdendo il suo ruolo di punta nell'avanguardismo del XX secolo.

## Personaggi ed interpreti
La tournée del 1931 vide i seguenti interpreti impegnati nella commedia:
- Anna Fontana (Simultanina)
- Memo Benassi (Il Mendicante)
- Piero Carnabuci (L'Arruffatore)
- Riccardo Tassani (Il Dongiovanni-pubblicista snob)
- Ugo Cersari, Giulio Cantoni, Mario Rasi, Giulio Panicali, Achille Rampezzotti, Edoardo ed Elvira Borelli, Augusto Olivieri, Renato Navarrini.

La ballerina Giannina Censi partecipò alle rappresentazioni del 1931 di Simultanina. Si presentò al pubblico in uno stretto abito di seta color metallo, dentro al quale danzava durante l'intervallo dell'opera il disarmonico ballo aereo Futurista, nel quale la ballerina esprimeva le sensazioni dell'aviatore, la rotazione delle eliche e la picchiata in seguito all'impatto di shrapnel sulla carlinga.